# Попов, Иван Павлович (ветеринар)
Иван Павлович Попов (1857, Казань — 1927, Казань) — ветеринар, профессор и директор Казанского ветеринарного института.

## Биография
Родился в 1857 году в Казани.
По окончании курса в Казанском ветеринарном институте (1880), служил до 1885 года земским ветеринаром, затем поступил учиться в Ново-Александрийский институт сельского хозяйства и лесоводства, где окончил курс по агрономическому отделению в 1887 году.
После защиты диссертации, был допущен в 1888 году к чтению лекций по кафедре скотоводства и зоогигиены в Казанском ветеринарном институте, в том же году перешёл преподавателем ветеринарных наук в Новоалександрийский институт. В 1890 году вернулся в Казанский ветеринарный институт, где преподавал до своей смерти (с 1898 — профессор, в 1916—1918 был директором института). Был избран почётным членом нескольких ветеринарных и сельскохозяйственных обществ.
Умер 31 июля 1927 года в Казани.

### Некрологи
- Известия Казанского института сельского хозяйства и лесоводства. 1927. № 2.
- Известия Бактериологического института Ветеринарного управления Наркомзема Татарской ССР. 1927. Т. 1, вып. 2.
- Учёные записки Казанского государственного ветеринарного института. 1927. Т. 37, вып. 2.